# LHS 6343 C
LHS 6343 C – brązowy karzeł będący składnikiem potrójnego układu LHS 6343 oddalonego o 119 lat świetlnych. Został odkryty przez zespół naukowy misji Kepler. Krąży wokół głównego komponentu w czasie 12,71 dni. Jego masa wynosi około 63 mas Jowisza.